# Sarābdasht
Sarābdasht (persiska: Sarāydasht, سرابدشت) är en ort i Iran.   Den ligger i provinsen Gilan, i den norra delen av landet, 180 km nordväst om huvudstaden Teheran. Sarābdasht ligger 3 meter över havet och antalet invånare är 312.
Terrängen runt Sarābdasht är platt åt nordost, men åt sydväst är den kuperad.Runt Sarābdasht är det ganska tätbefolkat, med 134 invånare per kvadratkilometer. Närmaste större samhälle är Langarud, 17,3 km nordväst om Sarābdasht. Trakten runt Sarābdasht består till största delen av jordbruksmark.